# Arcano enigma
| Recensione              | Giudizio |
| ----------------------- | -------- |
| Dizionario del Pop-Rock | [ 1 ]    |
| Debaser                 | [ 2 ]    |

Arcano enigma è un album del cantautore italiano Juri Camisasca, pubblicato dall'etichetta discografica Mercury e distribuito dalla Universal nel 1999.
Il disco è prodotto da Franco Battiato.

## Tracce

### CD
Testi e musiche di Juri Camisasca.
1. Zodiaco – 4:18
2. L'evidenza di un amore – 4:08
3. Tocchi terra tocchi Dio – 4:52
4. Non cercarti fuori – 4:07
5. Vegetarian Song – 3:44
6. Sant'Agostino – 5:43
7. Polvere e diamanti – 4:17
8. Ecce panis – 5:14
9. Erranti stelle – 3:53
10. Arcano enigma – 3:23

- Brani: Sant'Agostino e Arcano enigma sono derivati dalle Confessioni di sant'Agostino.
- Brano: Ecce Panis da Lauda Sion.
- Brano: Non cercarti fuori contiene alcune citazioni di Alfano di Salerno.

## Musicisti
- Juri Camisasca - voce, tastiere
- Bluvertigo: Morgan - basso
- Bluvertigo: Livio - chitarre
- Bluvertigo: Sergio - batteria
- Pinaxa (Pino Pischetola) - ritmiche ed effetti elettronici
- Franco Lazzaro - tastiere e computer (brano: Sant'Agostino)
- Mauro Spina - percussioni (brano: Polvere e diamanti)
- Piccolo Coro dell'Istituto musicale Bellini diretto dal Maestro Carmelo Crinò (brano: Vegetarian Song)

Note aggiuntive
- Franco Battiato - produttore
- Registrazioni e mixaggi effettuati negli studi Stonehenge di Peschiera Borromeo (Milano)
- Pino Pinaxa Pischetola - ingegnere delle registrazioni
- Mastering e Editing: Studio Nautilus (Milano) da Antonio Baglio
- Jolanda Lanero - design copertina (progetto grafico)
- Giovanni Canitano - foto copertina[4] [5]